# Legión del Cáucaso del Norte

Insignia de la legión.

La Legión del Cáucaso del Norte era una unidad de voluntarios de la Wehrmacht alemana. La unidad estaba formada por circasianos, daguestianos, chechenos, ingush, otros emigrantes del norte del Cáucaso y rusos, prisioneros de guerra soviéticos y desertores. Se originó a partir de la división de la Legión Caucásica-Mahometana en la Legión del Cáucaso del Norte y la Legión Azerbaiyana. 

## Historia
La formación de la Legión comenzó el 5 de agosto de 1942 en el área de entrenamiento militar Radom cerca de Radom en el Gobierno General de Polonia. 
El Comité del Cáucaso del Norte participó en la formación de la Legión y en la convocatoria de voluntarios. Al liderazgo se unieron el Dios Superior Ahmed Nabi Magomayev, el Ossete Alikhan Kantemir (exministro de Guerra de la República de Montaña durante la Guerra Civil y todavía políticamente activo en la posterior ASSR de montaña soviética) y el Sultán Giray Klich (ex General del Movimiento Blanco y Presidente del Comité de Residentes de Montaña dentro de El movimiento). El comité del Comité del Cáucaso del Norte publicó el llamado en el periódico Gazavat en ruso. 
La legión consistió en ocho batallones con los números 800, 802, 803, 831, 835, 836, 842 y 843, así como la asociación especial Bergmann￼￼. Sirvió en Normandía, Holanda e Italia.

## Literatura
- Georg Tessin: Asociaciones y tropas de la Wehrmacht alemana y Waffen-SS en la Segunda Guerra Mundial 1939-1945. 20 vols. Biblio-Verlag, Osnabrück 1967 ss.
- Walter Held: Asociaciones y tropas de la Wehrmacht alemana y Waffen-SS durante la Segunda Guerra Mundial. Una bibliografía de literatura de posguerra de habla alemana. 5 vols. Biblio-Verlag, Osnabrück 1978 y ss.
- Joachim Hoffmann: The East Legions 1941-1943. Turkotartaren, caucásicas y mujeres del Volga en el ejército alemán. Rombach Verlag, Friburgo, 1976.
- Albert Jeloschek, Friedrich Richter, Ehrenfried Schutte, Johannes Semler Jr.: Voluntarios del Cáucaso. Georgianos y chechenos en el lado alemán. "La Asociación Especial de Mineros" bajo Theodor Oberländer. Leopold Stocker Verlag, Graz, Stuttgart 2003.

- Datos: Q3878403